# 克莉絲汀·哈魯特云揚
克莉絲汀·哈魯特云揚（1991年5月18日—）是一名亞美尼亞田徑運動員，曾代表國家參加2012年倫敦奧運的標槍，並未獲得獎牌。